# Jens Hausmann
Jens Hausmann (* 1965) ist ein deutscher Musiker (Gitarre, Komposition) und Fachjournalist.

## Leben und Wirken
Hausmann studierte von 1985 bis 1990 Schulmusik und Englisch an der Universität Paderborn und Musikwissenschaften in Detmold und Paderborn. Zudem nahm er privat Unterricht bei Jazz-Gitarristen wie Heiner Beringmeier, Philip Catherine, Alexander Sputh, Toto Blanke, Joe Pass und Michael Sagmeister. In Jazzduos spielte er unter anderem mit Eddie Nünning und Volker Mengedoht zusammen. Seit Mitte der 1990er Jahre wirkte er überwiegend als Solist zunächst in Westfalen, dann auch in Hamburg, Berlin und Frankfurt und spielte mit Jazzbands wie zum Beispiel den Jivecats. Auch unterrichtete er als Gitarrenlehrer.
Stilistisch bewegt Hausmann sich als Fingerstyle-Spieler zwischen Blues, Folk, Rockmusik und Jazz. Er arbeitete sowohl in Big Bands als auch kammermusikalisch, innerhalb von Theaterprojekten und mit Orchester zusammen. Außerdem war er als Fachmann für Gitarre journalistisch für musikalische Fachzeitschriften tätig, darunter das Magazin Akustik Gitarre.
Seine Debüt-CD war durch bluesige Singer-Songwriter-Stücke geprägt; sein zweites Album Precious Moments enthält instrumentale Crossoverstücke mit Raum zur Improvisation. Das Solo-Album Precious Moments wurde in Fachmagazinen wie Gitarre & Bass, Akustik Gitarre oder Grand Guitars positiv besprochen. Einige Songs aus diesem Album liefen bundesweit im Radio. Der Titel „Jerry’s Blues“ ist zudem vom Magazin BluesNews auf einer Kompilation veröffentlicht worden. Hausmanns Komposition „Dizzy Rabbit“ wurde sowohl auf der Begleit-CD des Musikmagazins Akustik Gitarre wiederveröffentlicht als auch inklusive Notation, Spieltipps und Video-Workshop auf DVD im Magazin Acoustic Player.

## Diskografie
- Back on the Track (Dela Records, 1999)
- Precious Moments (Timezone Records 2015)